# 홀리데이 그레인저
홀리데이 그레인저(Holliday Grainger, 1988년 1월 1일 ~ )는 잉글랜드의 배우이다.

## 출연 작품
- 제인 에어 - 다이애나 리버스 역
- 파이니스트 아워 - 미리암 역
- 튤립 피버 - 마리아 역
- 나의 사촌 레이첼
- 헤일로 오브 스타즈
- 애니멀즈